# Landesverteidigungsakademie

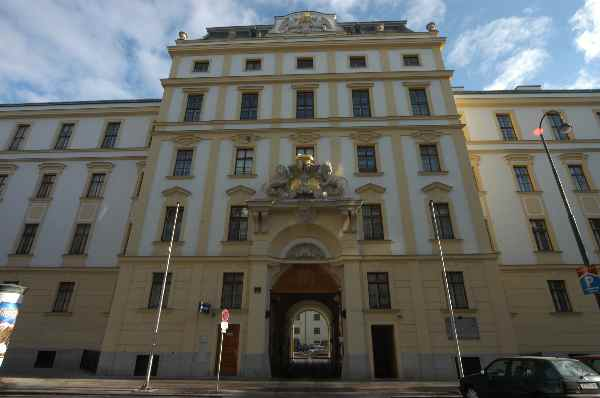
Amtsgebäude Stiftgasse in Wien

Die Landesverteidigungsakademie (LVAk) ist eine dem österreichischen Bundesministerium für Landesverteidigung nachgeordnete Dienststelle. Die Akademie ist die oberste Lehr- und Forschungsstätte des Ressorts mit einer mehr als 150-jährigen Tradition. Sie gilt als das intellektuelle Zentrum der österreichischen Militärwissenschaft, dem vorwiegend die höhere Führungskräfteausbildung übertragen ist. Ihr Sitz ist das Amtsgebäude Stiftgasse im 7. Wiener Gemeindebezirk.

## Aufgaben
Auf dem Gebiet der Lehre kommt der Landesverteidigungsakademie die Grundausbildung aller höheren Offiziere (Kommandanten aller taktischen Ebenen sowie Offiziere des Generalstabsdienstes, des Intendanzdienstes, des höheren militärfachlichen Dienstes, des höheren militärtechnischen Dienstes, des militärmedizinischen Dienstes, des Militärseelsorgedienstes und des militärischen Veterinärdienstes) und der Stabsoffiziere ab der Ebene des großen Verbandes zu.
Zusätzlich erfolgt die Schulung von Führungskräften (Berufs- und Milizoffizieren) einschließlich der Fort- und Weiterbildung des militärischen Führungs- und Entscheidungspersonals. Ebenso wird an der Akademie die militärische Fremdsprachenausbildung und -fortbildung für Verwendungen im In- und Ausland durchgeführt. Seit 2004 organisiert die LVAk im Auftrag der Österreichischen Bundesregierung den Strategischen Führungslehrgang.
Die Forschung unterteilt sich an der Landesverteidigungsakademie in die Themengebiete „Strategische Grundlagen“, „Internationale Sicherheit“, „Militär und Gesellschaft“, „Operative Führung“, „Taktische Führung“, „Militärische Logistik“, „Führung und Organisation“ sowie „Wehrpädagogik“. Daneben gibt es eine Zentraldokumentation, welche laufende Beobachtung, Auswertung, archivarische Aufbereitung und Bereitstellung militärfachlicher und sicherheitspolitischer Literatur sicherstellt.
Das jüngste Institut der Landesverteidigungsakademie ist das 2015 gegründete Zentrum für menschenorientierte Führung und Wehrpolitik (ZMFW), dessen Hauptaufgabe in der Sicherstellung einer zeitgemäßen Organisationskultur des Österreichischen Bundesheeres besteht. Die sozialwissenschaftlichen Forschungsaktivitäten des ZMFW werden unter anderem in den Berichten zum Sozialen Lagebild publiziert.

## Kommandanten
- 1961–1963: Oberst Albert Bach (später General)
- 1963–1973: Generalmajor Emil Spannocchi (später General)
- 1973–1975: Generalmajor Dr. Mario Duić
- 1976–1980: General Wilhelm Kuntner
- 1980–1985: Korpskommandant Lothar Brósch-Fohraheim (später General)
- 1985–1990: General Karl Schaffer
- 1990–1996: General Erich Eder
- 1996–2001: General Ernest König
- 2001–2011: General Raimund Schittenhelm
- seit 2011: Generalleutnant Erich Csitkovits